# Козичанська сільська рада
| Козичанська сільська рада — орган місцевого самоврядування у Макарівському районі Київської області з адміністративним центром у с. Козичанка. Історична дата утворення: в 1929 році. Водоймища на території, підпорядкованій даній раді: річка Сивка. Сільській раді підпорядковані населені пункти: - с. Козичанка |

## Склад ради
Рада складається з 12 депутатів та голови.

### Керівний склад ради
| ПІБ                          | Основні відомості                                                                     | Дата обрання | Дата звільнення |
| ---------------------------- | ------------------------------------------------------------------------------------- | ------------ | --------------- |
| Приходько Михайло Степанович | Сільський голова, 1958 року народження, освіта, безпартійний                          | 26.03.2006   | 31.10.2010      |
| Приходько Михайло Степанович | Сільський голова, 1958 року народження, освіта середня загальна, член Партії регіонів | 31.10.2010   |                 |

Примітка: таблиця складена за даними джерела